# Кастелето (Болоња)
Кастелето (итал. Castelletto) је насеље у Италији у округу Болоња, региону Емилија-Ромања.
Према процени из 2011. у насељу је живело 2125 становника. Насеље се налази на надморској висини од 185 м.